# Uromyces propinquus
Uromyces propinquus är en svampart som beskrevs av P. Syd. & Syd. 1910. Uromyces propinquus ingår i släktet Uromyces och familjen Pucciniaceae.   Inga underarter finns listade i Catalogue of Life.